# Tiasa
En la mitología griega, Tiasa (en griego Τίασα), según Hesíquio, es «una fuente en Lacedemonia o según otros un río». Ateneo menciona «una fuente de Tiaso». No obstante la referencia más larga nos la aporta Pausanias:
«Bajando a Amiclas desde Esparta hay un río llamado Tiasa. Consideran que Tiasa es hija de Eurotas, y junto a ella hay un santuario de las Cárites Faena y Cleta, según celebró Alcmán. Creen que allí fundó Lacedemón el santuario de las Cárites y les puso sus nombres».